# Knallpulver

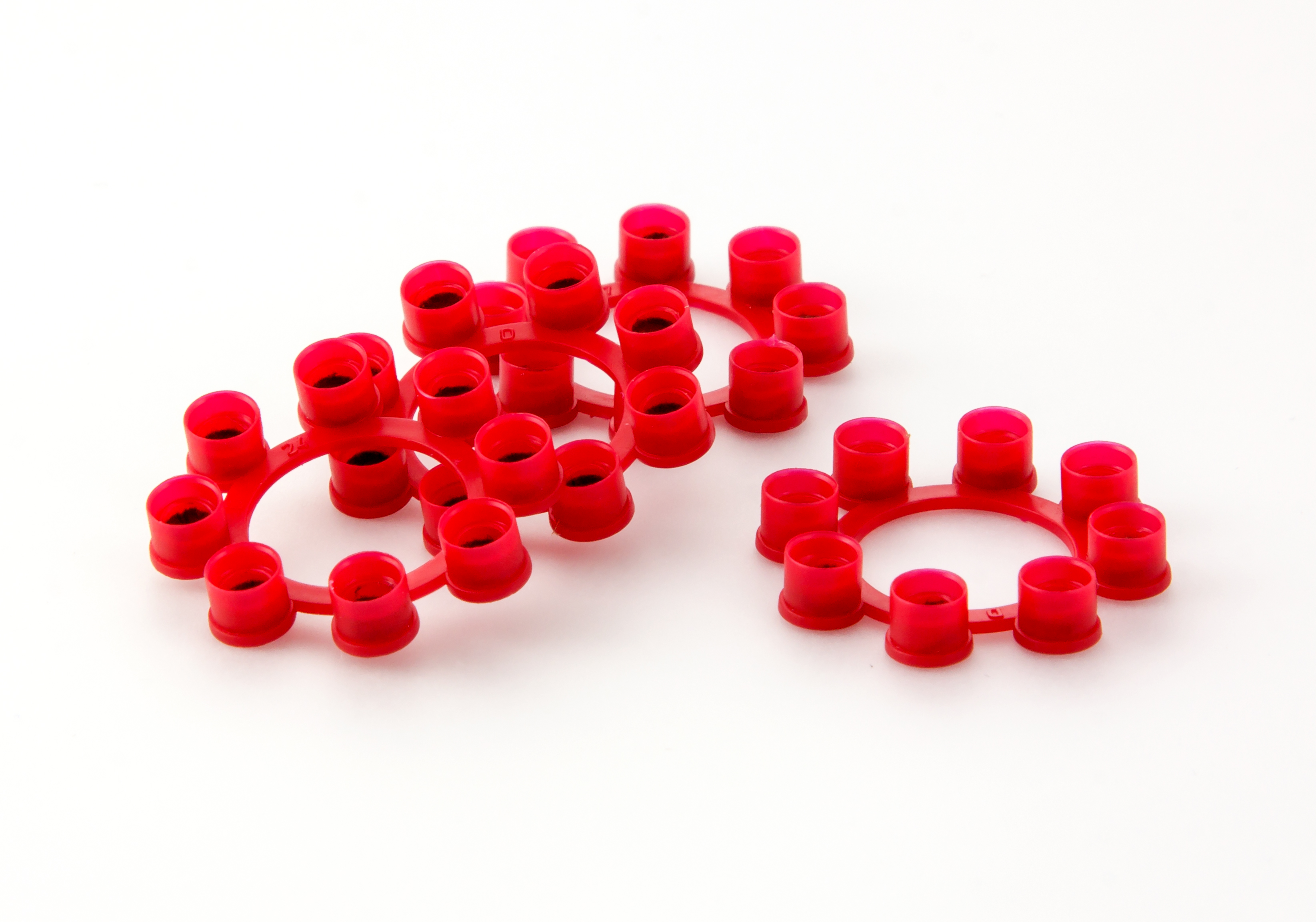
Typiska plastkassetter med knallpulver skapade för att användas i leksaksrevolvrar.

Knallpulver är svagt krut som används för att få leksakspistoler att smälla när de avfyras. Knallpulver brukar säljas antingen som remsor - tunna kapslar fixerade på pappersband (pistolen matar då fram bandet någon centimeter mellan avfyrningarna) eller som toroidformade kassetter som fästs i en revolvertrumma i leksaksvapnet.

## Kemisk bakgrund
Knallpulver består av Armstrongs blandning som i grovt sett består av en klorat, vanligen kaliumklorat, och fosfor samt bindemedel exempelvis gummi arabicum. I torrt tillstånd kan man inte blanda fosfor med klorater utan att blandningen antänds och exploderar, varför det istället görs tillsammans med vatten. När knallpulvret utlöses reduceras kloratjonen och fosforn oxideras. Den bildade fosforpentoxidens höga gitterentalpi samt att skillnaden i Gibbs fria energi för sönderfall av kaliumklorat i syre och kaliumklorid är termodynamiskt gynnsam driver effektivt reaktionen. Fosforpentoxid har en karaktäristisk lukt som känns tydligt när knallpulver använts.
Perklorater är odugliga till knallpulver eftersom perkloratjonen är betydligt stabilare i både oxidationstal samt struktur, vilket stöds av VSEPR-teori. Knallpulvers detonationshastighet överstiger säkerligen inte 2000 m/s men sprängverkan är avsevärd, vilket har att göra med fosforpentoxidens gitterentalpi, och förmodligen kompenserar en del för detta.

## Andra sprängämnen som liknar knallpulver

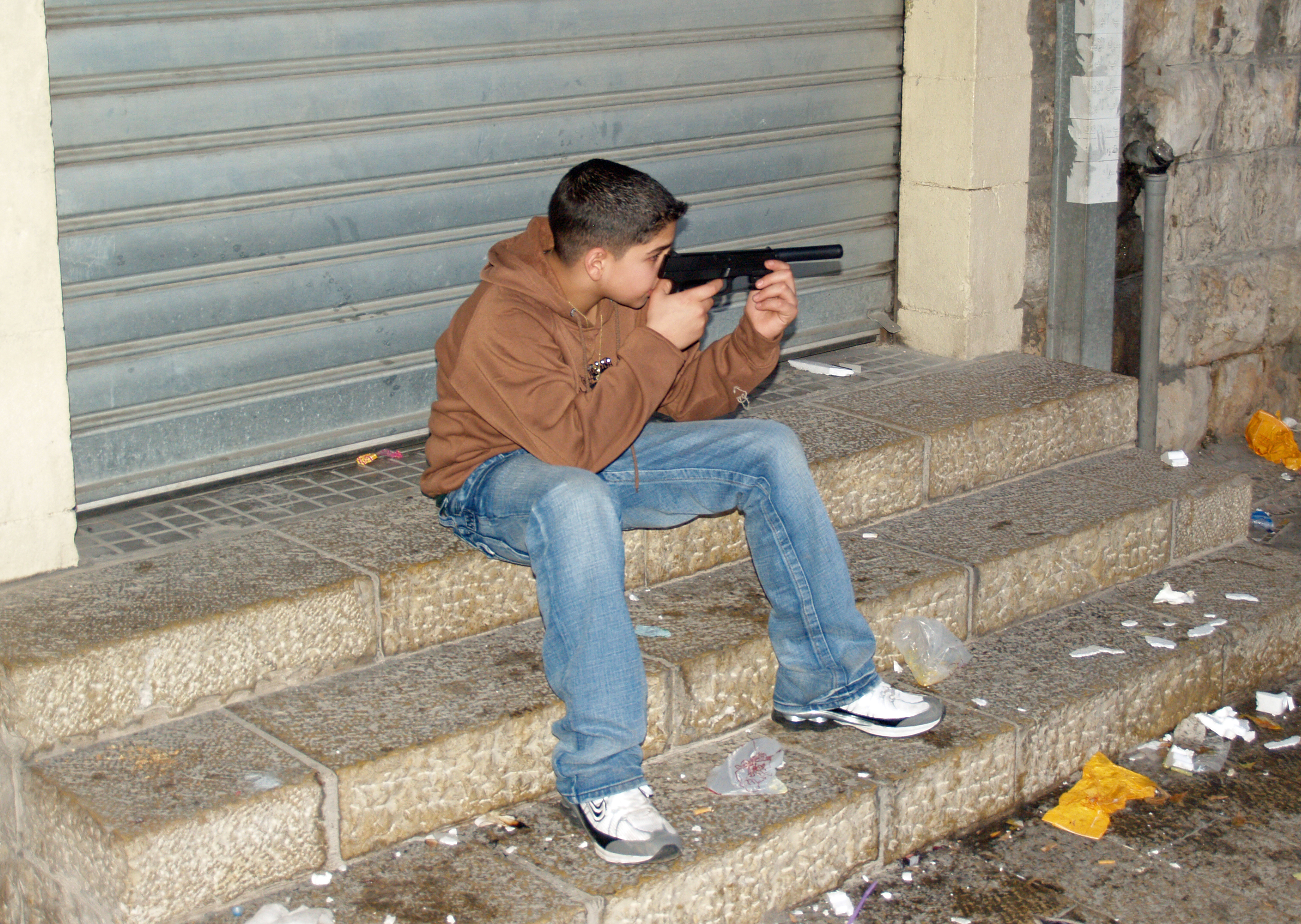
Palestinsk pojke med en leksakspistol.

Forskning pågår med sprängämnen som är baserade på kisel och perklorater vilka ger ifrån sig ordentliga mängder energi då kiseldioxid bildas. I det fallet utgår man från mikroporös kisel där oxidationsmedlet (perkloratet eller kloratet) med raffinerade metoder fälls ut inne i kislets porer. På det sättet erhålls en intim mix vilken då har förutsättning att detonera med högre hastigheter.

## Knallpulverpistoler
Knallpulvret används i knallpulverpistoler eller knallpulvergevär, leksaker eller hobbyföremål i form av skjutvapen. När pistolens hane slår på knallpulversremsan den är laddad med exploderar pulvret med en liten knall. Knallpulverpistoler finns även i revolver-modell där de laddas med en rund plastskiva innehållande 6-12 laddningar.
De första knallpulverpistolerna tillverkades av det engelska företaget Die Casting Machine Tools Ltd  (DCMT) i slutet av 1940-talet under varumärket Lone Star.